# Do You Want to Dance? (Bette Midler)
"Do You Want to Dance?" is de door Bette Midler in 1972 uitgebrachte cover-versie van een in 1958 door Bobby Freeman geschreven nummer, en het eerste nummer (op de A-kant of 'kant één') van haar debuutalbum The Divine Miss M. De titel wordt – soms afhankelijk van de uitvoerend artiest – ook wel zonder het afsluitende vraagteken geschreven, en verschillende uitvoeringen worden ook wel met afwijkend hoofdlettergebruik gestileerd.
Voordat Midler haar uitvoering van het nummer opnam, was het ook al door enkele andere artiesten – waaronder The Beach Boys en Cliff Richard & the Shadows – opnieuw uitgebracht, maar tot dan toe nog steeds in de oorspronkelijke up-tempo uitvoering waardoor het tot het rock-'n-rollgenre werd gerekend. Het arrangement van Bette Midler's versie was zodanig anders, zoals een veel rustiger tempo, dat haar uitvoering als ballad wordt beschouwd (en ook wel als jazz of swing). Deze uitvoering werd in 1972 als Midler's debuutsingle in de Verenigde Staten en het Verenigd Koninkrijk uitgebracht en behaalde uiteindelijk begin 1973 een zeventiende plaats op de Amerikaanse Billboard Hot 100. Dit nummer maakt dan ook al lange tijd steevast deel uit van Midler's vaste repertoire. Het nummer Superstar (eveneens een cover-versie) voorzag de B-kant van de single.
Na Midler's uitvoering is Bobby Freeman's oorspronkelijke Do You Want to Dance? nog door tientallen (totaal meer dan zeventig) andere artiesten of gelegenheidsformaties uitgebracht, met wisselend succes.